# Zochau
Zochau ist eine Wüstung im Naturschutzgebiet Königsbrücker Heide auf dem Gelände des früheren Truppenübungsplatzes Königsbrück in Sachsen.

## Geographie

### Lage
Das von Wiesen und Feldern umgebene Dorf Zochau lag acht Kilometer nordwestlich von Königsbrück am Übergang der Großenhainer Pflege zur Krakauer Heide. Das Straßenangerdorf mit Gelängeflur erstreckte sich nördlich des Bornberges (176 m) am Tännichtbach. Linksseitig des Baches reihten sich Drei- und Vierseithöfe aneinander; die gegenüberliegende, südliche Seite bestand vorwiegend aus Häuslerfluren. Westlich des Ortes befindet sich an der Einmündung des Huschgengrabens in den Tännichtbach der Forstteich, dahinter erhebt sich der Steinberg. Nordöstlich führt die Heidefurt über die Pulsnitz in die Dürre Heide. Im Norden befindet sich das ehemalige Flugfeld Zochau.

### Nachbarorte
| Lüttichau       | Naundorf, (Rohna) †                         | Zeisholz, Cosel, Grüngräbchen |
| Lüttichau/Anbau | Kompassrose, die auf Nachbargemeinden zeigt | (Otterschütz) †               |
| Stölpchen       | (Krakau) †, (Sella) †                       | (Zietsch) †, (Quosdorf) †     |

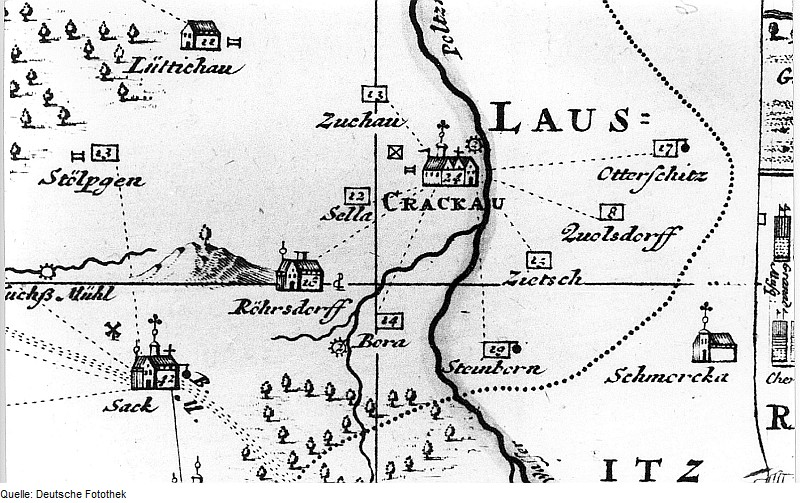
Krakau und Umgebung auf der Zürnerschen Karte, 1711

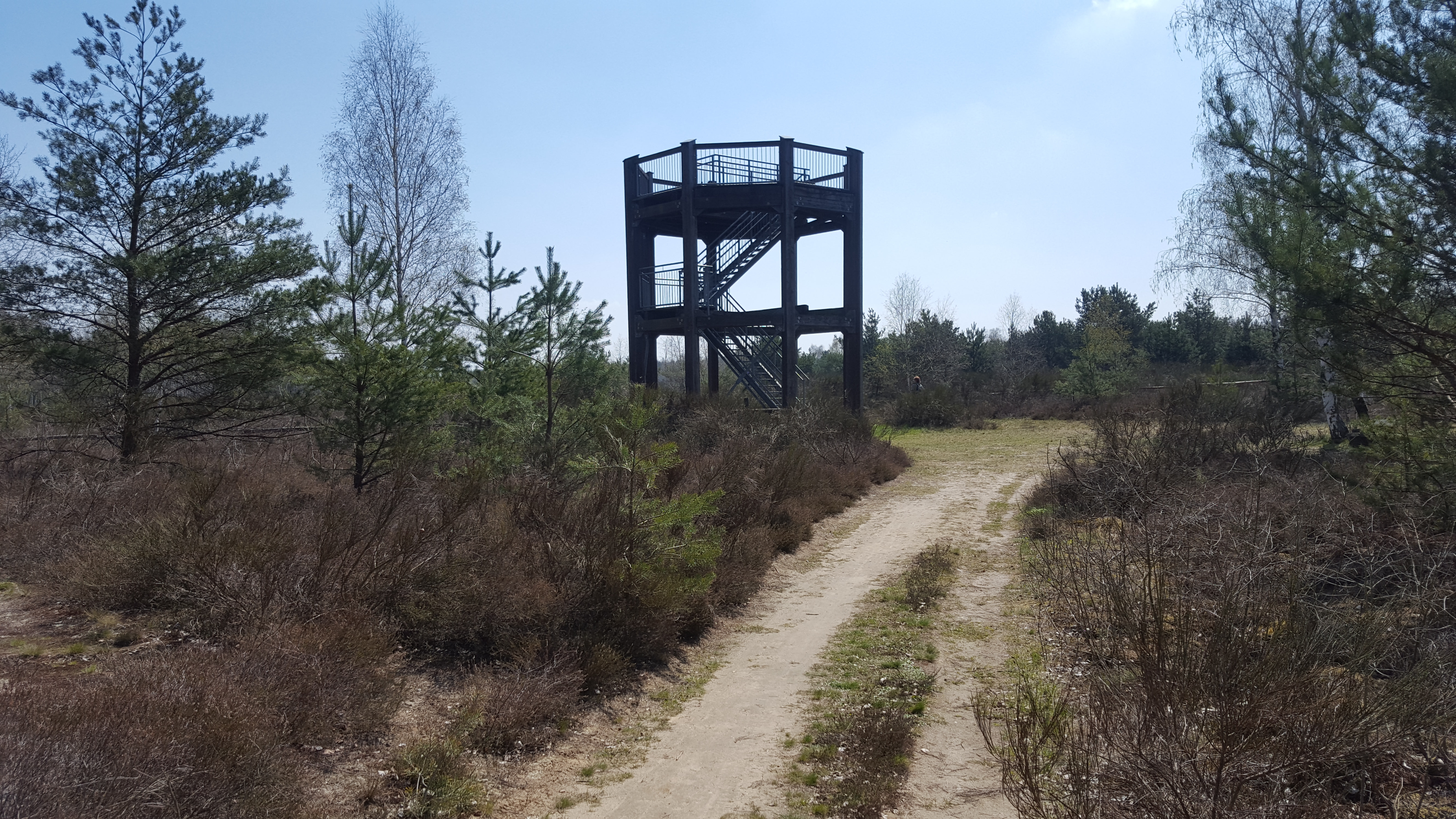
Der 6 m hohe Zochauer Heideturm (2021)

## Geschichte
Die erstmalige Erwähnung von Zcoch stammt aus dem Jahr 1350. 1378 gehörte das Dorf zum castrum Großenhain. Weitere Namensform waren Czuche (1374), Czoche (1398), Zcochau (1484), Zschwocha (1530), Zochenn (1555) und Zocha (1732). Seit 1791 wurde das Dorf Zochau genannt.
Zochau lag im Nordosten der Mark Meißen an einem Fahrweg, der an der Heidefurt durch die Pulsnitz in die Oberlausitz führte. Ursprünglich war Zochau nach Ponickau eingepfarrt, 1540 wurde es der Pfarre Krakau zugeordnet. Von 1551 an war Zochau immer dem Rittergut Krakau untertänig. Verwaltungsmäßig gehörte Zochau seit 1547 zum Amt Hayn und ab 1843 zum Amt Kamenz.
Mit der Neuordnung der sächsischen Verwaltungsstrukturen wurde Zochau 1856 dem Gerichtsamt Königsbrück und 1875 der Amtshauptmannschaft Kamenz zugeordnet. 1938 wurde die Gemeinde Zochau im Zuge der Erweiterung des Truppenübungsplatzes Königsbrück aufgelöst. Die Anwesen des Dorfes wurden vom Deutschen Reich aufgekauft und die 143 Einwohner umgesiedelt. Die 449 Hektar große Gemeindeflur wurde Teil des Truppenübungsplatzes.
Nach dem Ende des Zweiten Weltkrieges wurde der Truppenübungsplatz durch die sowjetische Besatzungsmacht in Beschlag genommen. Eine Wiederbesiedlung des unzerstörten Dorfes wurde durch den Ortskommandanten der Roten Armee in Königsbrück aus militärischen Gründen nicht gestattet. Später wurde das Dorf zerschossen.
1992 zogen die letzten sowjetischen Truppen ab, das Gebiet wurde zum Naturschutzgebiet Königsbrücker Heide, ist jedoch wegen der hohen Belastung mit Munition nur sehr eingeschränkt begehbar. Auf der versumpften und inzwischen vollständig vom Heidewald umschlossenen Dorfstätte sind Mauerreste erhalten. Von der Lüttichauer Heide führt der Zochauer Heidepfad in die Randzone des Naturschutzgebietes zur Sandheide auf dem ehemaligen Flugfeld Zochau. Der an dem Pfad errichtete hölzerne Zochauer Heideturm gewährt einen weiten Ausblick über die Heide hinüber zum Nordwestlausitzer Hügelland.

## Bevölkerungsentwicklung
| Jahr | Einwohner                      |
| ---- | ------------------------------ |
| 1551 | 12 besessene Mann, 17 Inwohner |
| 1764 | 13 besessene Mann              |
| 1834 | 106                            |
| 1871 | 138                            |
| 1890 | 140                            |
| 1910 | 136                            |
| 1925 | 142                            |
| 1938 | 143                            |